# Tocene, Sribne
Tocene (în ucraineană Точене) este un sat în comuna Horobiivka din raionul Sribne, regiunea Cernihiv, Ucraina.

## Demografie
Componența lingvistică a localității Tocene
     Ucraineană (100%)
Conform recensământului din 2001, toată populația localității Tocene era vorbitoare de ucraineană (100%).